# Campionati norvegesi di sci alpino 1966
I Campionati norvegesi di sci alpino 1966 si svolsero a Oppdal tra il 4 e il 6 marzo; furono assegnati i titoli di discesa libera, slalom gigante, slalom speciale e combinata, sia maschili sia femminili.

## Risultati

### Uomini

#### Discesa libera
| Pos. | Atleta        | Nazione  |
| ---- | ------------- | -------- |
| 1    | Bjarne Strand | Norvegia |
| 2    | Håkon Mjøen   | Norvegia |
| 3    | Otto Tschudi  | Norvegia |

Data: 4 marzo

#### Slalom gigante
| Pos. | Atleta       | Nazione  |
| ---- | ------------ | -------- |
| 1    | Håkon Mjøen  | Norvegia |
| 2    | Arild Holm   | Norvegia |
| 3    | Otto Tschudi | Norvegia |

Data: 5 marzo

#### Slalom speciale
| Pos. | Atleta      | Nazione  |
| ---- | ----------- | -------- |
| 1    | Håkon Mjøen | Norvegia |
| 2    | Lasse Hamre | Norvegia |
| 3    | Arild Holm  | Norvegia |

Data: 6 marzo

#### Combinata
| Pos. | Atleta      | Nazione  |
| ---- | ----------- | -------- |
| 1    | Håkon Mjøen | Norvegia |
| 2    | Arild Holm  | Norvegia |
| 3    | Lasse Hamre | Norvegia |

Data: 4-6 marzo

### Donne

#### Discesa libera
| Pos. | Atleta         | Nazione  |
| ---- | -------------- | -------- |
| 1    | Bente Aanjesen | Norvegia |
| 2    | Aud Hvammen    | Norvegia |
| 3    | Kirsten Aune   | Norvegia |

Data: 4 marzo

#### Slalom gigante
| Pos. | Atleta                | Nazione  |
| ---- | --------------------- | -------- |
| 1    | Dikke Eger            | Norvegia |
| 2    | Aud Hvammen           | Norvegia |
| 3    | Karianne Christiansen | Norvegia |

Data: 5 marzo

#### Slalom speciale
| Pos. | Atleta       | Nazione  |
| ---- | ------------ | -------- |
| 1    | Dikke Eger   | Norvegia |
| 2    | Berit Strand | Norvegia |
| 3    | Kirsten Aune | Norvegia |

Data: 6 marzo

#### Combinata
| Pos. | Atleta       | Nazione  |
| ---- | ------------ | -------- |
| 1    | Dikke Eger   | Norvegia |
| 2    | Aud Hvammen  | Norvegia |
| 3    | Kirsten Aune | Norvegia |

Data: 4-6 marzo